# 戦記暗転
戦記暗転（せんきあんてん）は、日本のライトノベル作家である。

## 概要
2019年9月8日より小説投稿サイト「小説家になろう」で連載されていた『姉が剣聖で妹が賢者で』は、2020年4月にはブレイブ文庫（一二三書房）より大熊猫介のイラストとともに出版されており、のちにそらモチによる作画で漫画化されている。

## 作品
- 姉が剣聖で妹が賢者で